# Marcos Baghdatis
Marcos Baghdatis (in greco Μάρκος Παγδατής?; Limassol, 17 giugno 1985) è un ex tennista e allenatore di tennis cipriota.

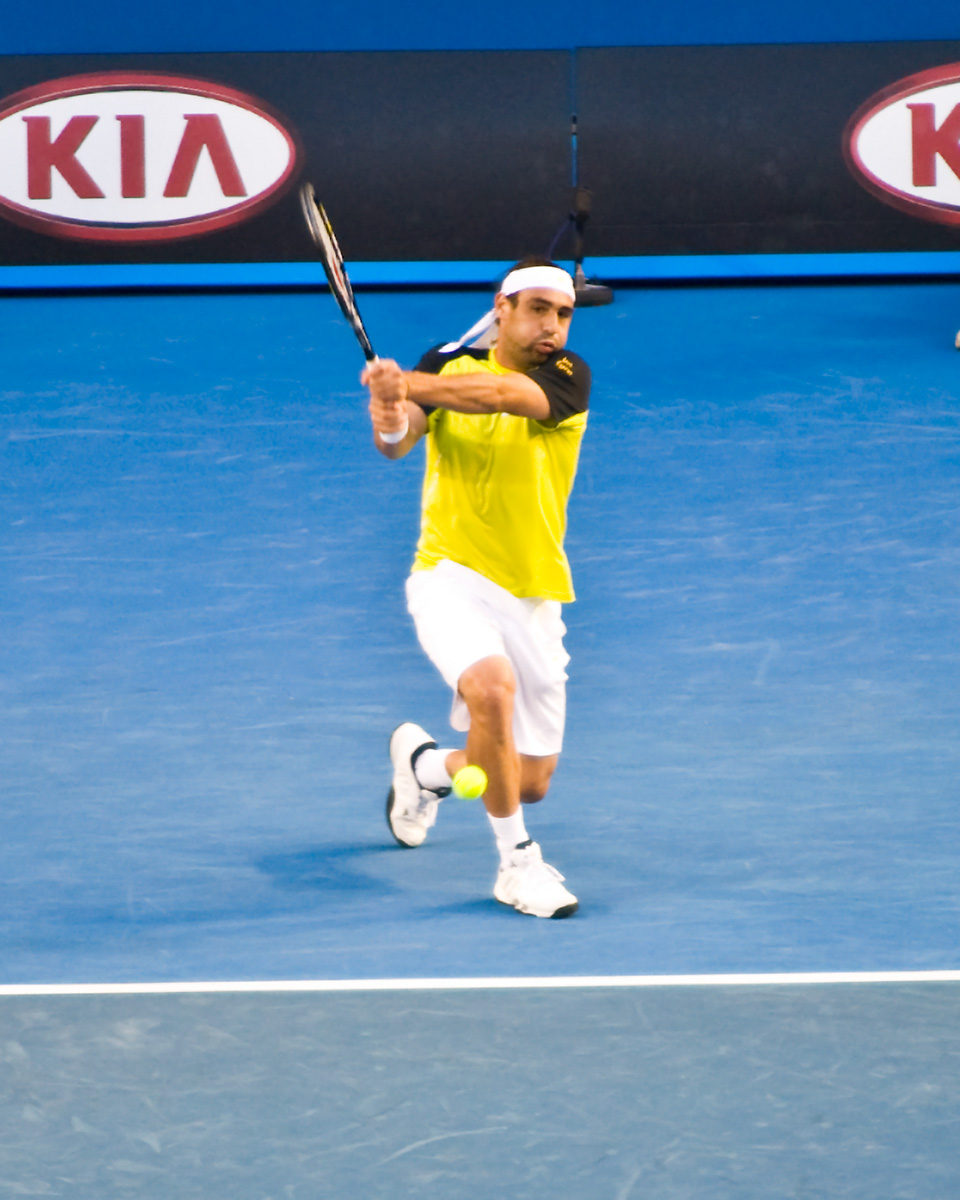
Baghdatis agli Australian Open

Finalista agli Australian Open 2006 ed ex nº8 in classifica mondiale nell'agosto dello stesso anno, è a tutt'oggi l'unico giocatore nella storia di Cipro ad avere raggiunto la finale in un torneo del Grande Slam e a essere entrato tra i primi dieci tennisti al mondo. In carriera si è aggiudicato in tutto quattro tornei ATP in singolare e uno in doppio.
In Coppa Davis vanta la più lunga serie (36) di vittorie consecutive in singolare nella storia della manifestazione.

## Biografia
Da adolescente, traeva esempio dal campione australiano Patrick Rafter. Per realizzare il sogno di diventare come lui, all'età di 13 anni abbandonò la scuola per dedicarsi al tennis a tempo pieno, trasferendosi in Francia per perfezionarsi.

## Carriera

### Junior
A livello giovanile ha giocato tre finali Slam: agli US Open 2002 venendo sconfitto da Richard Gasquet, mentre nel gennaio successivo ha conquistato gli Australian Open su Florin Mergea, mentre ha perso nuovamente la finale degli US Open arrendendosi in due set al francese Jo-Wilfried Tsonga. A fine anno divenne World Junior Tennis Champion.

### 2005: primo ottavo slam e prima finale in carriera
Nel 2005 venne eliminato nel primo turno dal Chennai Open. Riuscì, tuttavia, a riscattarsi nel primo torneo del Grande Slam dell'anno, gli Australian Open: eliminò infatti uno dei migliori venti giocatori nel secondo turno, Ivan Ljubičić, e, al turno successivo Tommy Robredo, giungendo fino agli ottavi di finale dove perse l'incontro contro Roger Federer. La sua prestazione lo mise comunque in evidenza come giovane promessa da tenere sott'occhio nei mesi a venire. Infortunatosi poco dopo gli Australian Open, rimase inattivo fino ad aprile, quando partecipò all'Estoril Open in Portogallo dove venne eliminato al primo turno da Juan Carlos Ferrero, da qui ne seguirono altre come quella agli Open di Francia, Londra e Torneo di Wimbledon. Si riscatta negli ultimi due tornei dell'anno dove giunge fino ai quarti al Japan Open Tennis Championships 2005, battendo Janko Tipsarević con un doppio 6-4; al secondo turno elimina la testa di serie nº14 Ivo Minář per 6-4, 6-2; al terzo turno batte la testa di serie nº1 del torneo, Mariano Puerta per 6-2, 6(11)–7, 7-5, prima di cedere a Mario Ančić in due set. Fa meglio agli Swiss Indoors, dove batte per 6-1, 6-3 Mackin, al secondo turno, Tommy Haas per 6-2, 6-3, mentre ai quarti trionfa per 6(2)–7, 7–6(5), 6-3 contro José Acasuso, in semifinale mette fine alla corsa della testa di serie nº2 David Nalbandian per 6-2, 7-6. In finale affronta il cileno Fernando González, giocando la prima finale della sua carriera nel circuito maggiore. Dopo avere vinto il primo set al tie-break emerge l'esperienza dell'avversario che vince i restanti tre set. Chiude l'anno da nº 56 del ranking.

### 2006: finale agli Australian Open, semifinale a Wimbledon e 1º titolo in carriera
Inizia l'anno partecipando all'ATP di Doha dove giunge ai quarti di finale battendo al 1º turno il padrone di casa Khalfan, e al 2º turno Feliciano López con il punteggio di 6-2, 3-6, 7-5, mentre nei quarti cede alla testa di serie nº1 Roger Federer per 4-6, 3-6. Si presenta agli Australian Open da nº 56, vince all'esordio contro Justin Gimelstob con il punteggio di 7–6(6), 7-5, 6-0; nel 2º turno apre il tabellone battendo la testa di serie nº17 Radek Štěpánek, dove rischia di perdere la partita facendosi rimontare due set, ma alla fine trionfa al quinto e decisivo set con il punteggio di 6-4, 6-3, 3-6, 0-6, 7-5. Approda al terzo turno dove parte da favorito contro il tedesco Denis Gremelmayr; infatti il cipriota vince con il punteggio di 6-2, 6-1, 6-2, accedendo agli ottavi di finale, dove ad attenderlo sarà il nº 2 del ranking mondiale, Andy Roddick. Qui Baghdatis sfodera una notevole prestazione, dove vince in quattro set (6-4, 1-6, 6-3, 6-4); ma il cammino del cipriota non finisce qui perché nei quarti affronta la testa di serie nº7 del torneo, Ivan Ljubičić, rischiando nuovamente di perdere la partita facendosi rimontare da due set a zero, ma riesce a mettere insieme il suo brillante tennis, riuscendo a vincere al quinto set con il punteggio di 6-4, 6-2, 4-6, 3-6, 6-3. Giunge in semifinale da autentica sorpresa dove affronta la testa di serie nº4 l'argentino, David Nalbandian.
Nonostante la giovane età di Baghdatis i due si sono affrontati già due volte l'anno precedente, con il bilancio di 1-1, il primo incontro, agli Open di Francia, ha vinto l'argentino in quattro set, mentre l'altro a favore di Baghdatis, a Basilea, vincendo in due set, ma il match parte in salita per il cipriota che perde il primo set per 6-3 e il secondo per 5-1; tutto fa presagire a un monologo dell'argentino, ma Baghdatis ha un sussulto d'orgoglio e recupera fino al 5-5 pari nel secondo set e seppur perdendeo il set per 7-5, comprende che può scalfire il tennis del suo avversario, vincendo il terzo set per 6-3 e il quarto per 6-4. Al set decisivo è la caparbietà del tennista più inesperto a trionfare, così il cipriota vince semifinale con il punteggio finale di 3-6, 5-7, 6-3, 6-4, 6-4. Baghdatis è il decimo giocatore non testa di serie a raggiungere la finale all'Open d'Australia dopo Ken McGregor (1950), Phil Dent (1974), Mark Edmondson (1976), John Lloyd (1977), John Marks (1978), Steve Denton (1981), Carlos Moya (1997), Thomas Enqvist (1999) e Marat Safin (2004).
Inoltre è la prima volta che un cipriota si qualifica per una finale del Grande Slam, diventando uno dei giocatori più giovani di sempre a centrare tale obiettivo. In finale affronta il nº1 del mondo, Roger Federer, i due si sono affrontati già agli Australian Open dell'anno precedente, i precedenti tra i due parlano chiaro 3-0 in favore dello svizzero, ma Baghdatis non parte intimorito e fin dall'inizio riesce a fare vedere un ottimo tennis e a tenere testa a Federer, tanto che il tennista cipriota a sorpresa riesce a vincere il primo set per 7-5. Gioca bene anche nel secondo set che lo vede cedere con lo stesso punteggio del primo a parti invertite, da qui in poi il tennista cipriota perde il contatto con il match, e, negli ultimi due set vince appena due game, cedendo con il punteggio di 7-5, 5-7, 0-6, 2-6. La finale permette a Baghdatis di farsi conoscere e fare conoscere il suo tennis brillante. Riesce a fare sognare l'intera isola di Cipro, che, il giorno della finale si fermerà praticamente in blocco per seguirlo. Altro importante risultato per il tennista di Limassol sono i quarti di finale raggiunti nell'importante torneo di Indian Wells, dove batte per altro tennisti come Gastón Gaudio e Tomáš Berdych prima di essere sconfitto solamente dallo spagnolo Rafael Nadal (5-7, 0-6), nº2 al mondo.
Dopo una stagione sottotono sul rosso, Baghdatis torna ad alti livelli conquistando, a metà giugno, la semifinale sull'erba olandese di 's-Hertogenbosch, dove batte Ivo Minář al 1º turno per 3-6, 6-3, 7-5, Vince Spadea per 6-2, 7-6 e ai quarti Philipp Kohlschreiber, in semifinale cede contro Mario Ančić. Si presenta al Torneo di Wimbledon e fin dal primo turno inizia in salita, dove contro Mackin riesce a vincere al quinto set con il punteggio di 6-4, 6-7, 6-7, 7-5, 6-2; al 2º turno fa suo il match approfittando del ritiro di Andrei Pavel sul 3-0 del primo set, mentre al turno successivo batte anche Sébastien Grosjean per 4-6, 6-4, 6-4, 6-1. Si presenta per la prima volta agli ottavi nel torneo londinese dove affronta il padrone di casa Andy Murray riuscendolo a sconfiggere per 6-3, 6-4, 7-6; ai quarti deve affrontare Lleyton Hewitt, vincitore qui nel 2002, ma Baghdatis non parte intimorito e trionfa in quattro set (6-1, 5-7, 7-6, 6-2), portandosi così in semifinale. Il suo cammino viene interrotto in tre set da Rafael Nadal. Una settimana più tardi entrerà per la prima volta in top10. Fa suo il terzo turno di Cincinnati eliminando Gaël Monfils, prima di cedere a David Ferrer. Questo risultato gli consente di posizionarsi all'8ª posizione suo best-ranking. Agli US Open (tennis) elimina Alexander Waske al primo turno, prima di cedere ad Andre Agassi giocando un'eccellente partita, persa per 4-6, 4-6, 6-3, 7-5, 5-7 dando vita a una partita avvincente tra i due culminata dai crampi accusati dal cipriota, inoltre Baghdatis fu l'ultimo tennista battuto in carriera da Andre Agassi. Il 17 settembre 2006 conquista il suo primo titolo Atp in carriera, battendo nella finale del torneo di Pechino (500.000$ di montepremi) il croato Mario Ančić con il punteggio di 6-4 6-0. Nel corso del torneo Baghdatis batté nell'ordine: Denis Gremelmayr per 4-6, 6-1, 7-6, Wang Yeu-tzuoo per 7-6, 6-4, Danai Udomchoke per 6-2, 6-1, Paradorn Srichaphan per 6-2, 3-6, 7-5 e in finale Mario Ančić per 6-4, 6-0.

### 2007: 2º titolo in carriera
Il 4 febbraio 2007 si è aggiudicato il suo secondo titolo, quello dell'ATP di Zagabria (354 000€ di montepremi), sconfiggendo un altro croato, Ivan Ljubičić, per 7–6(4), 4-6, 6-4. Due settimane dopo è finalista sul cemento di Marsiglia (510 250 € di montepremi), dove viene sconfitto nell'atto conclusivo del torneo dal francese Gilles Simon. Dopo una primavera in chiaroscuro, riesce a risalire la china con l'inizio della breve stagione sull'erba. Dapprima riesce a raggiungere la finale nel torneo tedesco di Halle (680 250 € di montepremi), sconfitto dal ceco Tomáš Berdych per 7-5, 6-4, mentre successivamente raggiunge i quarti di finale a Wimbledon dove viene eliminato, dopo una spettacolare partita durata cinque ore, per mano del serbo Novak Đoković, con il punteggio di 6(4)–7, 6(11)–7, 7–6(3), 6-4, 5-7. Nel mese di ottobre Baghdatis agguanta le semifinali dell'ultimo Master Series della stagione, vale a dire quello di Parigi. Dopo avere sconfitto nell'ordine Ferrero, Ljubičić, Davydenko e Robredo, la corsa del cipriota si arresta di fronte al talento dello spagnolo Rafael Nadal, al termine di una partita molto combattuta (4-6, 6-4, 6-3).

### 2008: ottavi a Wimbledon
Nel 2008 inizia la stagione nell'ATP 250 di Chennai, con 436.000 $ di montepremi. Baghdatis perde al primo turno con il punteggio di 6-3, 6-4 per mano di Robin Haase. Si presenta agli Australian Open 2008 accreditato quale testa di serie nº15; al primo turno batte lo svedese Johansson in quattro set, mentre al turno successivo batte Marat Safin in cinque set, dopo essersi fatto recuperare da due set a zero con il punteggio finale di 6-4, 6-4, 2-6, 3-6, 6-2. Al terzo turno affronta la testa di serie nº19 Lleyton Hewitt che lo sconfigge in cinque set 6-4, 5-7, 5-7, 7-6, 3-6. Successivamente partecipa all'ATP 250 di Marsiglia dove batte in sequenza Arnaud Clément, Ivo Karlović e Michail Južnyj. Tuttavia perde in semifinale per mano di Mario Ančić con il punteggio di 6-4, 6-2. Non brilla nei successivi tornei dove riesce ad arrivare al secondo turno a Las Vegas, e al terzo turno a Indian Well. Salta completamente la stagione su terra e si presenta direttamente all'Open di Francia dove viene eliminato al primo turno dall'italiano Simone Bolelli per 6-2, 6-4, 6-2. Inizia la stagione sull'erba con il torneo di Halle dove raggiunge i quarti di finale, prima di essere eliminato da Roger Federer per 6-4, 6-4. Si presenta al Torneo di Wimbledon accreditato quale testa di serie nº10; batte in serie Steve Darcis in quattro set, lo svedese Johansson con un triplo 6-4 e al terzo turno elimina il tedesco Simon Stadler per 7-6, 6-4, 6-2. Negli ottavi dà vita a una partita molto combattuta, culminata nel 5º set con il punteggio di 8-6 per il suo avversario Feliciano López con il punteggio finale di 7-5, 2-6, 6-3, 6-7, 6-8. Finisce la stagione con tre eliminazioni consecutive al primo turno a: Metz, Basilea e Parigi Bercy.

### 2009: terzo sigillo in carriera
Inizia bene la stagione del 2009 ottenendo un ottimo quarto turno agli Australian Open battendo Julien Benneteau in tre set, Robin Söderling in quattro set e Mardy Fish per 6-2, 6-4, 6-4. Approdato agli ottavi di finale affronta la testa di serie nº3 Novak Đoković, uscendo sconfitto con onore in quattro set, 1-6, 6-7, 7-6, 2-6. Raggiunge i quarti a Johannesburg eliminato da David Ferrer. Eliminato a San Jose per mano di Sam Querrey si presenta a Memphis dove viene eliminato nuovamente dallo stesso Quarrey questa volta al secondo turno. Raggiunge i quarti anche a Delray Beach eliminato da Chardy con un doppio tie-break. A Miami si ferma al secondo turno dopo avere eliminato Ernests Gulbis al primo turno. Viene nuovamente eliminato al primo turno agli Open di Francia da Juan Mónaco per 6-3, 6-2, 6-4. Sulla stagione su erba raggiunge due secondi turni, sia a Londra che a s'Hertogenbosch. Dopo una seconda parte di stagione non esaltante si presenta all' ATP 250 Stockholm Open, dove batte la testa di serie nº 3 Juan Carlos Ferrero per 6-4, 6-2, successivamente batte Kendrick con un doppio 6-2, nei quarti batte il qualificato Arnaud Clément con un doppio 6-4 e in semifinale approfitta del ritiro di Robin Söderling approdando per la 7ª volta alla finale di un torneo, il giorno dopo batte il belga Olivier Rochus per 6-1, 7-5 conquistando il terzo titolo in carriera senza mai perdere un set nell'intero torneo.

### 2010: 4º titolo in carriera, elimina due numeri uno diversi

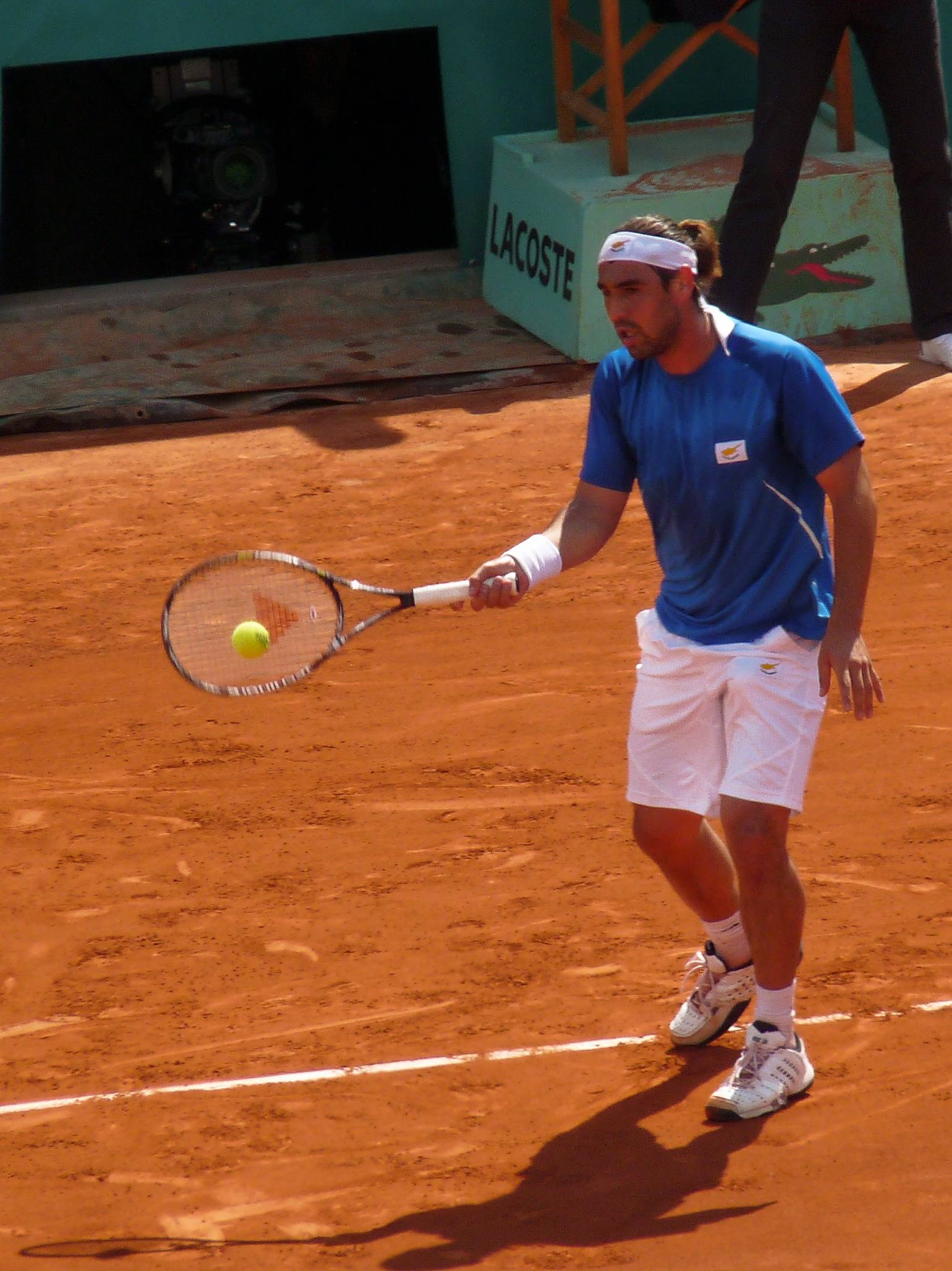
Baghdatis durante il 3º Turno degli Open di Francia

Nel 2010, dopo l'uscita al secondo turno da Brisbane per mano di Tomáš Berdych, Bagdatis si presenta al Medibank International battendo, senza grossi problemi, sia Lindahl al primo turno, che Viktor Troicki al secondo. Nei quarti batte l'australiano Hewitt con il punteggio di 4-6, 6-2, 6-4, nelle semifinali batte Mardy Fish in una partita tiratissima finita per 6-4, 6-7, 7-6. Il giorno dopo elimina il francese Richard Gasquet per 6-4, 7-6 conquistando il quarto titolo della sua carriera. Agli Australian Open si ritira nel corso del secondo set durante il terzo turno contro l'australiano Lleyton Hewitt. Sia a Rotterdam che a Marsiglia esce rispettivamente al secondo turno, rispettivamente per mano di Nikolaj Davydenko e di Michaël Llodra. Disputa un ottimo torneo nell'ATP 500 di Dubai, raggiungendo le semifinali, ma perdendo contro Novak Đoković in tre set. Ad Indian Wells gioca direttamente il secondo turno usufruendo di un bye al primo turno. Batte Clement per 7-6, 6-1 e al terzo turno batte piuttosto clamorosamente il numero uno del mondo Roger Federer con il punteggio di 7-5, 5-7, 7-6 tuttavia si ferma agli ottavi eliminato da Tommy Robredo in tre set. Raggiunge il terzo turno a Miami, eliminato da Marin Čilić in due set veloci. Inizia male la stagione su terra dove a Montecarlo esce al primo turno eliminato da Montañés per 6-4, 6-3.
Agli Internazionali d'Italia non va meglio in quanto viene eliminato con un doppio 6-2 da Gulbis. Si presenta al 250 di Monaco di Baviera da testa di serie nº5 e approda in semifinale dopo avere battuto Peter Gojowczyk, Marco Chiudinelli e Philipp Kohlschreiber, ma la sua corsa si ferma al penultimo atto per mano di Marin Čilić per 6-3, 6-2, 6-3. Si ferma al secondo turno a Madrid e non va oltre i quarti al 250 di Nizza. Agli Open di Francia si ferma al terzo turno per mano di Andy Murray in quattro set. La sua stagione sull'erba è fallimentare, dove non riesce a vincere neanche una partita tra Halle, s'Hertogenbosch e Wimbledon. La seconda parte della stagione è tutt'altro che negativa, dove centra la seconda finale della stagione a Washington, battendo Zeballos con un doppio 7-6, Marčenko per 6-3, 6-7, 6-3, nei quarti batte Fernando Verdasco per 7-6, 6-4, mentre in semifinale batte il belga Xavier Malisse per 6-2, 7-6. Nell'atto conclusivo deve arrendersi all'argentino David Nalbandian per 6-2, 7-6.
Il meglio però arriva al master 1000 di Cincinnati, dove batte in sequenza Marin Čilić per 6-4, 7-5, Thomaz Bellucci per 6-2, 4-6, 7-6, Tomáš Berdych per 7-5, 6-4 ma l'impresa la compie nei quarti di finale battendo l'allora numero 1 del mondo Rafael Nadal per 6-4, 4-6, 6-4. In semifinale affronta la testa di serie nº3, Roger Federer cedendo per 6-4, 6-3. Dà continuità ottenendo i quarti a New Haven. Agli US Open, accreditato della testa di serie nº16 esce a sorpresa al secondo turno contro Arnaud Clément con il punteggio di 3-6, 6-2, 6-1, 4-6, 5-7. Giunge ai quarti anche a Kuala Lumpur eliminando con un doppio 6-1, il giapponese Kei Nishikori e il colombiano Santiago Giraldo, prima di cedere a Michail Južnyj per 7-6, 5-7, 1-6. La stagione asiatica inizia male, in quanto perde sia a Pechino che a Shanghai. Si presenta alla Kremlin Cup come testa di serie nº4, vincendo agevolmente il primo turno per 6-4, 6-3 contro Potito Starace, poi contro sia Aleksandr Dolhopolov per 6-2, 7-6 che Denis Istomin per 6-4, 6-7, 7-6 approdando alla 10ª finale in carriera, il giorno dopo vede sfumare il quinto titolo in carriera per mano di Viktor Troicki per 6-3, 4-6, 6-3. Conclude la stagione a Vienna giungendo fino ai quarti di finale eliminato da Michael Berrer in tre set. Conclude la stagione tra i primi 20 del mondo.

### 2011: una finale Atp
Inizia l'anno come testa di serie nº5 nel 250 di Brisbane, dove riesce ad arrivare sino ai quarti, eliminato poi da Andy Roddick per 6-2, 6-3. Si presenta agli Australian Open con la testa di serie nº21, vince il primo turno con non poche difficoltà contro Grega Žemlja in cinque set, batte al secondo turno Juan Martín del Potro in quattro set, ma cede al terzo turno contro, Jürgen Melzer, vittorioso per 7-6, 2-6, 1-6, 3-4 per abbandono. Giunge ai quarti anche nel 500 di Rotterdam battendo la testa di serie nº2 Andy Murray per 6-4, 6-1 e Feliciano López per 7-6, 6-3. Vede interrompersi il suo cammino olandese per mano di Ivan Ljubičić vittorioso per 4-6, 7-6, 6-7. Da qui in poi comincia una forte crisi di risultati che lo vedono perdere per ben cinque volte consecutive al primo turno da Dubai fino a Montecarlo contro tennisti tutt'altro che irresistibili. Ferma l'emorragia a Monaco di Baviera dove accede al secondo turno, ma viene eliminato da Grigor Dimitrov. Al Mutua Madrileña Madrid Open 2011 si ferma al secondo turno per mano di Rafael Nadal. Delude anche a Roma, Nizza e Open di Francia dove non va oltre il secondo turno.
Per rivederlo ad alti livelli bisogna attendere il torneo di s'Hertogenbosch dove batte: Clement per 7-6, 6-3, Robin Haase per 7-5, 6-4 e Gremelmayr per 6-1, 6-0. Si ferma in semifinale per mano di Ivan Dodig perdendo per 7-6, 6-1. Al Torneo di Wimbledon viene accreditato come testa di serie nº32, battendo prima James Blake per 6-4, 6-2, 6-7, 4-6, 6-4 e dopo Andreas Seppi per 6-4, 7-6, 7-5. Al terzo turno affronta la testa di serie nº2 del torneo,cioè Novak Đoković perdendo con onore in quattro set per 4-6, 6-4, 3-6, 4-6. Nella stagione americana giunge ai quarti sia a Washington che a Winston-Salem. Delude agli US Open dove esce al primo turno per mano di John Isner. Fa bene a Kuala Lumpur, dove da wildcard batte Alex Bogomolov Jr. per 7-6, 6-4, Somdev Devvarman per 7-5, 6-4, Jürgen Melzer per 6-3, 7-6 e Viktor Troicki per 6-3, 6-1 in semifinale. Nella prima finale dell'anno affronta Janko Tipsarević che lo sconfigge per 6-4, 7-5. Gli ultimi tornei dell'anno gli giovano due primi turni a Tokyo e Stoccolma, un secondo turno a Vienna e un quarto di finale a Basilea perdendo per mano di Novak Đoković in tre set.

### 2012: alfiere olimpico a Londra
Riconferma i quarti della passata stagione a Brisbane e va in semifinale a Sydney battendo tra l'altro la testa di serie nº1 del torneo Juan Martín del Potro in due set. Si ferma al secondo turno agli Australian Open per mano di Stan Wawrinka, partita diventate celebre perché il cipriota, durante il cambio campo, ruppe quattro racchette. Giunge in semifinale anche nel 250 di Zagabria battendo nell'ordine: Rosol, Kubot e Dodig perdendo, però, per mano di Lacko. Esce al secondo turno a Rotterdam ritirandosi contro Tomáš Berdych. Va peggio a Dubai dove viene eliminato all'esordio da Jo-Wilfried Tsonga. Raggiunge il terzo turno a Indian Wells battendo con risultati identici prima Jérémy Chardy e poi Lopez venendo eliminato da Aleksandr Dolhopolov. A Miami esce per mano di Djokovic con un doppio 6-4. Fuori al secondo turno anche a Bucarest per mano di Fabio Fognini per 5-7, 6-7. Raggiunge i quarti a Monaco di Baviera battendo Tobias Kamke per 6-1, 3-6, 6-3 e Dustin Brown per 1-6, 6-4, 6-4. Fuori al primo turno in entrambi i master 1000 di Madrid e Roma. Giunge al secondo turno degli Open di Francia eliminato da Nicolás Almagro. Al Torneo di Wimbledon elimina al primo turno Montanes in tre set, approfitta del ritiro di Dimitrov e approda al 3º turno dove perde in quattro set per mano di Andy Murray.
Partecipa ai Giochi olimpici come singolarista, battendo al 1º turno Gō Soeda per 6-7, 7-6, 6-2, al 2º turno ottiene un'ottima vittoria contro la testa di serie n.16 del torneo Richard Gasquet con un doppio 6-4, la sua corsa si ferma agli ottavi per mano del futuro vincitore della medaglia d'oro, Andy Murray con il punteggio di 4-6, 6-1, 6-4 in favore del tennista scozzese. Ha l'onore di essere anche l'alfiere olimpico per il suo paese. Sia a Toronto che a Cincinnati ottiene due secondo turni, lo stesso anche agli US OPEN dove non va oltre la seconda partita del torneo. Giunge sino alle semifinali nel 500 di Tokyo perdendo solo dal padrone di casa Kei Nishikori, poi vincitore del torneo. Al master 1000 di Shanghai si prende la rivincita su Fabio Fognini al 1º turno, e dopo due ore e 38 minuti di gioco fa suo il match contro Milos Raonic per 7-6, 6-7, 7-6, perde agli ottavi per mano di Jo-Wilfried Tsonga per 2-6, 7-6. Raggiunge le semifinali anche a Stoccolma dove elimina. David Goffin, Alejandro Falla e Ričardas Berankis tutti in due set. In semifinale affronta nuovamente Tsonga che gli sbarra la strada verso la finale uscendo vincitore in tre set.

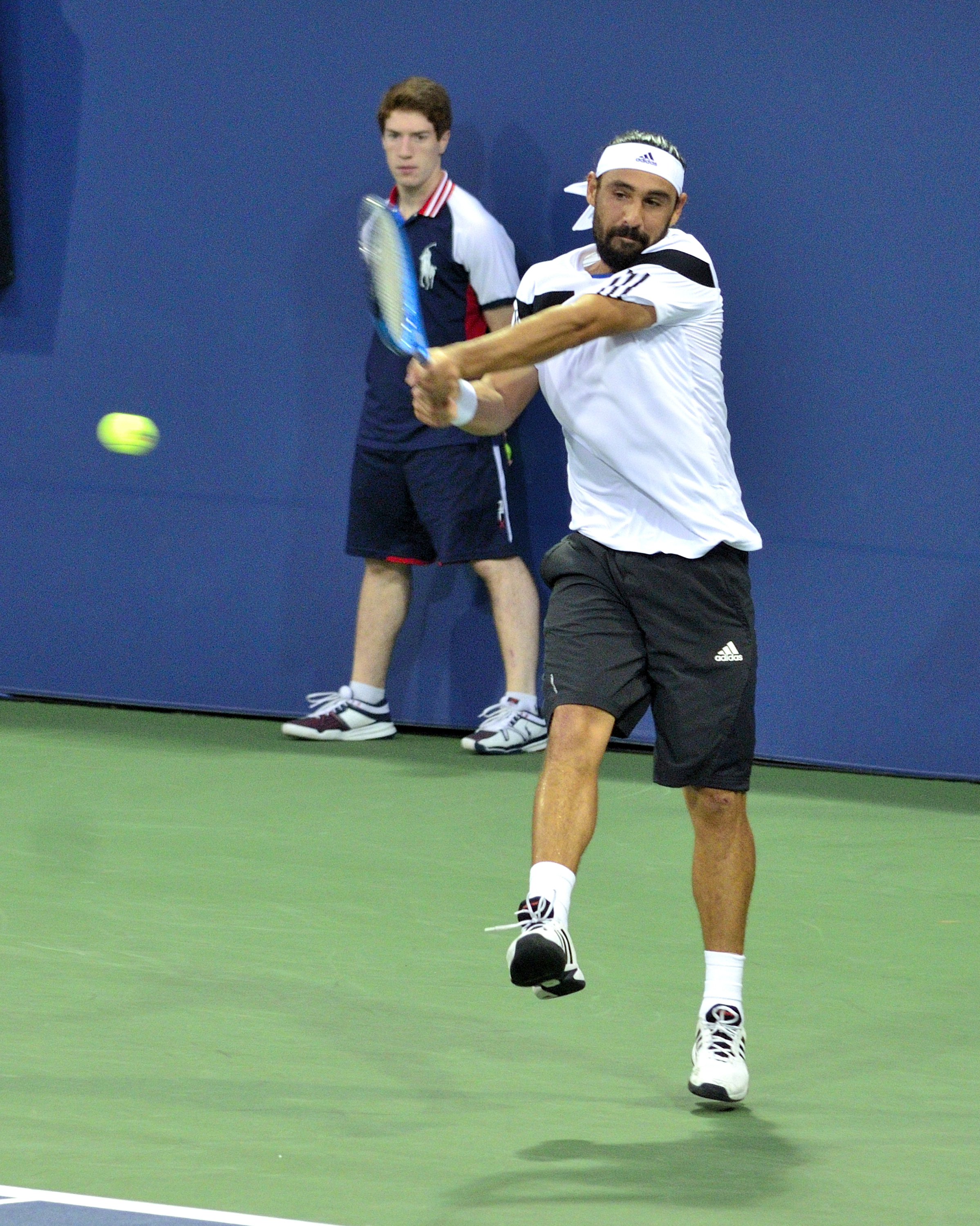
Baghdatis agli US Open

### 2013: la stagione peggiore
Approda in semifinale a Brisbane eliminando Florian Mayer e Gilles Simon, perdendo però con il bulgaro Grigor Dimitrov. Agli Australian Open raggiunge il terzo turno venendo eliminato da David Ferrer in tre set. Si ferma al secondo turno a Zagabria e non va oltre i quarti a Rotterdam eliminato nuovamente da Grigor Dimitrov. Da qui in poi dà vita a una serie negativa di sconfitte al primo turno che parte da Dubai, dove perde contro Del Potro, attraversa Indian Wells, Dallas, Monaco di Baviera, Madrid, Roma, Roland Garros, Halle, s'Hertogenbosch, culminando con Wimbledon. Le serie negativa che dura ben quattro mesi, durante la quale perde per dieci volte consecutiv, si interrompe a Washington, dove batte Lukáš Lacko e Kei Nishikori, fermandosi ai quarti contro John Isner con il punteggio di 7-6, 4-6, 4-6. Conferma l'uscita al primo turno anche a Montréal e Cincinnati, ma riesce a salvare il salvabile agli US Open dove al primo turno batte Gō Soeda per 6-4, 6-3, 6-1 e al secondo turno batte Kevin Anderson con un triplo 6-2. Al terzo turno viene eliminato dalla testa di serie nº9 Stan Wawrinka in quattro set. Negli ultimi cinque tornei dell'anno rimedia solo due vittorie a fronte di cinque sconfitte.

### 2014: la ripresa
Comincia l'anno con tre eliminazioni consecutive al primo turno, Auckland, Australian Open e Zagabria. Raggiunge il secondo turno sia a Memphis che a Delray Beach, fermandosi agli ottavi ad Acapulco per mano di Grigor Dimitrov, poi, vincitore del torneo. A Miami batte Santiago Giraldo per 1-6, 6-2, 7-5 e Philipp Kohlschreiber per 3-6, 7-6, 7-6. Agli ottavi viene eliminato da Jo-Wilfried Tsonga pur giocando un'ottima partita persa in tre set. A Houston viene eliminato all'esordio da Alejandro González per 6-4, 2-6, 1-6. Partecipa a Torneo di Wimbledon grazie a una wildcard e raggiunge il secondo turno eliminato in quattro set dall'argentino Leonardo Mayer. Dopo Wimbledon si situa ampiamente fuori dai primi 100 del ranking, quindi decide di partecipare ai tornei del circuito ATP Challenger Tour. Quindi partecipa al Challenger di Nottingham dove batte in serie: Benjamin Becker in due set, Denis Kudla con un doppio 6-4, Kenny de Schepper in due set, Igor Sijsling e in finale Marinko Matosevic in due set trionfando senza avere perso nemmeno un set. Partecipa al torneo challenger di Vancouver (100.000$), dove esordisce con una vittoria in tre set contro John-Patrick Smith, al secondo turno trionfa contro lo statunitense Buchanan in due set e ai quarti elimina Tarō Daniel per 6-4, 7-6. In semifinale batte Ruben Bemelmans per 4-6, 6-1, 7-6 approdando in finale battendo l'uzbeko Dustov per 7-6, 6-3.
Trionfa nel Challanger di Vancouver da testa di serie nº1. La settimana dopo partecipa al Challanger di Aptos accreditato della testa di serie nº2, fa suoi i suoi primi due match senza sprecare energie e lasciando per strada quattro game nella prima partita e soltanto due nella seconda. Ai quarti riaffronta Bemelmans, ma questa volta non c'è storia e Baghdatis trionfa in due set veloci. In semifinale elimina Gō Soeda per 6-4, 6-2 approdando così in finale dove deve affrontare la testa di serie nº1 del torneo Michail Kukuškin, ma il cipriota trionfa in un'ora e 43 minuti con il punteggio finale di 7-6, 6-4, vincendo così il suo secondo challenger consecutivo senza perdere nemmeno un set. Ritorno nel circuito maggiore non fortunato che lo vede ritirarsi durante il match di primo turno degli US Open contro Marin Čilić. Dopo alcune deludenti parentesi nel circuito maggiore ritorna a vincere nel circuito challenger a Ginevra dove batte in serie: Pavic, Viktor Troicki, Jiří Veselý testa di serie nº1, Radu Albot e in finale trionfa per 6-1, 4-6, 6-3 contro il tennista austriaco Michał Przysiężny conquistando il quarto titolo challenger dell'anno.

### 2015: finale ad Atlanta
Inizia l'anno al Challenger di Happy Valley, dove perde la finale contro Ryan Harrison per 7-6, 6-4. Al primo turno degli Australian Open supera dopo cinque set Tejmuraz Gabašvili e al secondo turno ha la meglio contro David Goffin. Al terzo turno mette in seria difficoltà la testa di serie nº 10 Grigor Dimitrov che gli strappa la vittoria solo al quinto set. Fa bene anche a Zagabria dove giunge alle semifinali, perdendo contro Guillermo García López con un doppio 6-4, dopo avere eliminato Toni Androić, la testa di serie nº 1 Ivo Karlović e Michail Južnyj nei quarti.
Negli ottavi a Dubai è costretto al ritiro durante il tiebreak del terzo set contro Borna Ćorić. Si arrende al secondo turno di Indian Wells a Novak Đoković e nei quarti del Challenger di Irving viene eliminato da Aljaž Bedene. Al primo turno degli Open di Francia sconfigge di nuovo Ivo Karlović e viene eliminato nel turno successivo da Damir Džumhur. Inizia la stagione sull'erba nel 250 di Stoccarda battendo Lukáš Rosol e al secondo turno tiene testa per due ore e 40 minuti alla testa di serie nº 1 Rafael Nadal che si impone con il punteggio di 7-6, 6-7, 6-2. Conferma il buon momento anche nel 250 di Nottingham, dove al primo turno approfitta del ritiro di Víctor Estrella Burgos quando Baghdatis conduceva per 7-5, 3-0, al secondo turno sconfigge la testa di serie nº 1 David Ferrer per 6-2, 7-6. Agli ottavi ha la meglio su Alexander Zverev con un doppio 6-3 e nei quarti fa sua la partita contro Simone Bolelli con un doppio 6-4; si ritira in semifinale dopo appena tre game contro Denis Istomin.
All'esordio nel Torneo di Wimbledon elimina Donald Young e al secondo turno contro John Millman recupera due set di svantaggio e si impone al quinto dopo tre ore e 44 minuti di gioco. Al terzo turno viene sconfitto da David Goffin in tre set. Al torneo di Bogotà viene eliminato all'esordio da un qualificato, e al primo turno del 250 di Atlanta batte Austin Krajicek per 6-4, 6-0, al secondo Samuel Groth per 7-5, 3-6, 6-3 e nei quarti sconfigge la testa di serie nº 2 Vasek Pospisil con il punteggio di 6-4, 7-6. In semifinale piega al terzo set Gilles Müller e in finale perde con un doppio 3-6 da John Isner, contro il quale non ha mai vinto. Si ritira nel corso dell'incontro di esordio agli US Open contro Steve Darcis. Raggiunge per tre volte consecutive gli ottavi rispettivamente a San Pietroburgo, Kuala Lumpur e Tokyo. Conclude la stagione con il 250 di Stoccolma ed elimina nell'ordine Sam Querrey, Bernard Tomić e nei quarti Gilles Müller; si ritira durante la semifinale con Tomáš Berdych dopo avere perso il primo set per 6-1. Chiude l'anno tra i primi 50 al mondo.

### 2016: prima volta agli ottavi degli US Open e 2ª settimana in uno slam dopo 7 anni

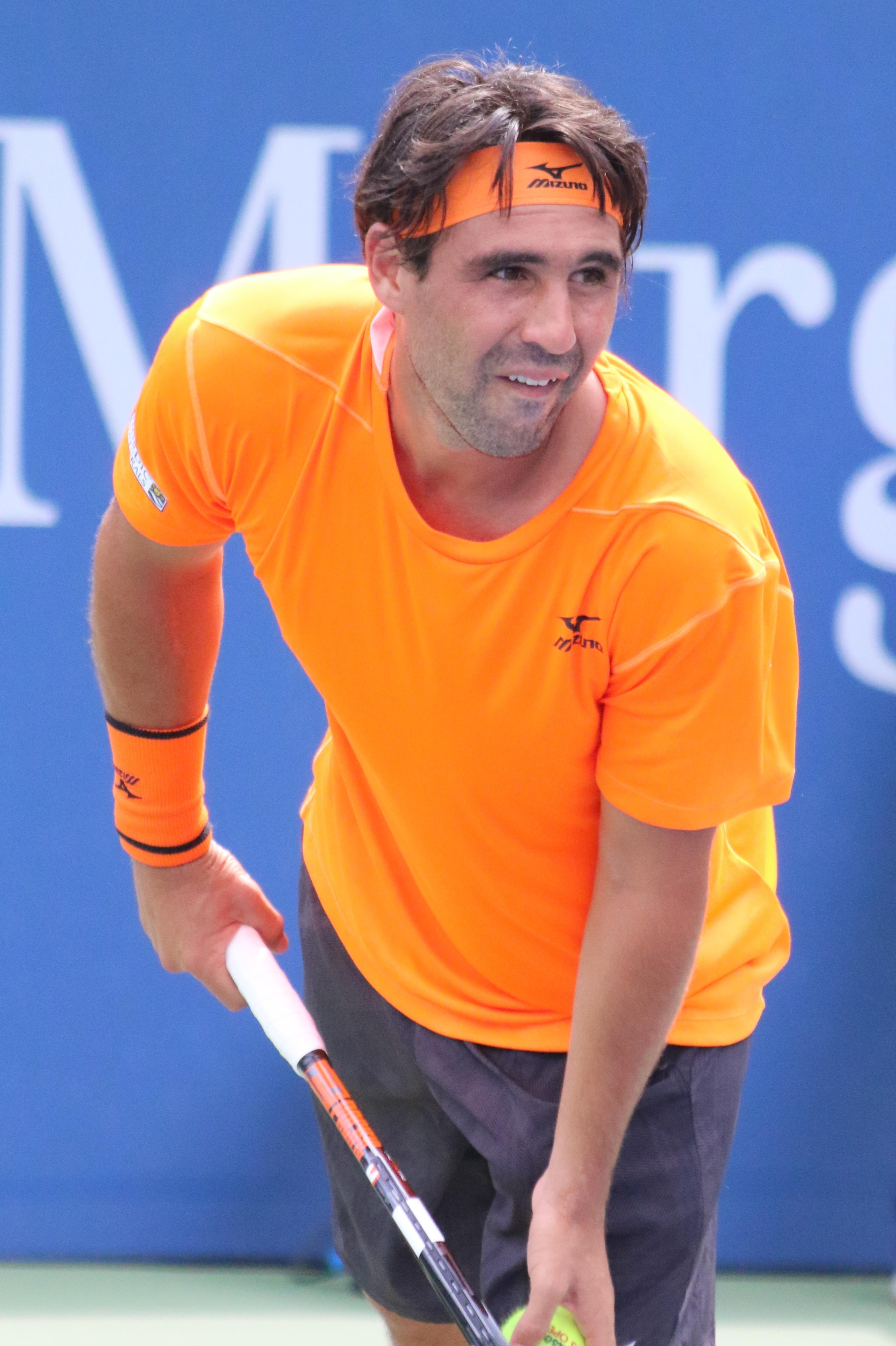
Il cipriota agli US Open

Agli Australian Open si ferma subito all'esordio, pur giocando una buona partita contro la testa di serie nº9, Jo-Wilfried Tsonga perdendo in quattro set. Nel 250 di Montpellier (520.070 euro di montepremi), si presenta in qualità di testa di serie nº8 e batte all'esordio Lukáš Lacko con un doppio 7-5; al turno successivo elimina il nipponico Tarō Daniel con il punteggio di 6-2, 7-6, deve arrendersi, però, nei quarti di fronte alla testa di serie nº1 nonché vincitore del torneo Richard Gasquet con il punteggio di 6-4, 6-4. Al 500 di Rotterdam batte al primo turno la testa di serie nº4 David Goffin per 6-1, 5-7, 7-6 ma cede al turno successivo per mano del futuro vincitore del torneo Martin Kližan in due set veloci. Partecipa al 500 di Dubai (2.674.445$ di montepremi), elimina al 1º turno la testa di serie nº5 Viktor Troicki per 7-6, 6-2, successivamente Vasek Pospisil per 6-4, 6-2 e nei quarti Roberto Bautista Agut per 7-5, 6-0. In semifinale affronta Feliciano López, i due non si affrontano da quattro anni, e questa partita vede trionfare il cipriota per 3-6, 7-6, 6-1. In finale si trova opposto alla testa di serie nº2 del torneo Stan Wawrinka, con il quale non ha mai vinto, dopo un primo set deciso da un solo break a favore del tennista svizzero, il secondo si riserva molto interessante dove nessuno dei due giocatori molla la presa e il match dovrà decidersi al tiebreak dove Baghdatis riesce ad annullare tre matchpoint ma al quarto non può nulla e cede al tiebreak per 15 punti a 13: 6-4, 7–6(13) il punteggio in favore dello svizzero.
Raggiunge il secondo turno nel master 1000 di Miami eliminando Benjamin Becker per 6-, 6-4 e cedendo a Nick Kyrgios per 6-2, 6-1. Gioca il torneo 250 di Houston dove infligge un 6-0, 6-0 a Diego Schwartzman al primo turno, al turno successivo batte Fernando Verdasco per 6-4, 6-3, cede nei quarti a Jack Sock con un doppio 6-4. Viene eliminato al primo turno del 250 di Bucarest per mano di Marco Cecchinato in due veloci set e anche a Madrid esce di scena all'esordio contro Gilles Simon in tre set. Agli Open di Francia batte Gilles Müller per 7-5, 6-4, 6-1 e cede al secondo turno, nuovamente per mano di Jo-Wilfried Tsonga, ma questa volta in cinque, set conclusosi in tre ore e 27 minuti di gioco, in questo match il cipriota era avanti due set a zero e facendosi rimontare da Tsonga è la prima volta in carriera che il cipriota perde un match quando si trovava avanti di due set a zero. Viene eliminato all'esordio a Stoccarda (erba) per mano di Jan-Lennard Struff 6-4, 1-6, 6-4. Giunge fino ai quarti all'Halle Open eliminando Tomáš Berdych con un doppio 7-6 e poi Dustin Brown per 7-5, 7-6, cede contro Alexander Zverev per 6-7, 3-6. Bissa i quarti anche a Nottingham dove elimina prima Evgenij Donskoj per 7-5, 6-2 e poi Sam Querrey per 1-6, 7-6, 6-4 perde nei quarti dalla testa di serie n.2 Pablo Cuevas in tre set. Perde al primo turno a Torneo di Wimbledon per mano di John Isner per 6(2)–7, 6(5)–7, 3-6.
Sull'erba di Newport batte al 2º turno Baker, ai quarti Dudi Sela per 6-2, 7-5, in semifinale si ferma per mano di Ivo Karlović con un doppio tiebreak. Cede al 3º turno a Washington per mano di John Isner, 2º turno a Cincinnati eliminato da Gaël Monfils e 3º turno a Winston-Salem perdendo contro Bautista Agut. Si presenta agli US Open (tennis) esordendo con una vittoria contro Facundo Bagnis per 6-4, 6-2, 1-1 rit., nel 2º turno elimina la testa di serie n.32 Benoît Paire per 6-2, 6-4, 3-6, 6-4, al terzo turno affronta e sconfigge Ryan Harrison con il punteggio finale di 6-3, 7-6, 1-6, 6-1. Torna alla seconda settimana di uno slam per la prima volta dopo sette anni, l'ultima volta avvenne agli Australian Open 2009. Agli ottavi affronta Gaël Monfils che non gli lascia scampo trionfando in tre set veloci (3-6, 2-6, 3-6). Non va oltre il 2º turno a Chengdu e a Tokyo. Fuori all'esordio sia a Stoccolma per mano di Kevin Anderson in tre set e anche a Basilea per mano di David Goffin. Disputa l'ultimo torneo dell'anno al master 1000 di BNP Paribas Open dove batte il padrone di casa Paul-Henri Mathieu per 6-2, 6-4, prima di ritirarsi dopo avere perso il primo set contro Grigor Dimitrov. Conclude l'anno tra i primi 40 del mondo.

### 2017: finale numero 14, fuori dalla top100 di fine anno dopo 13 anni

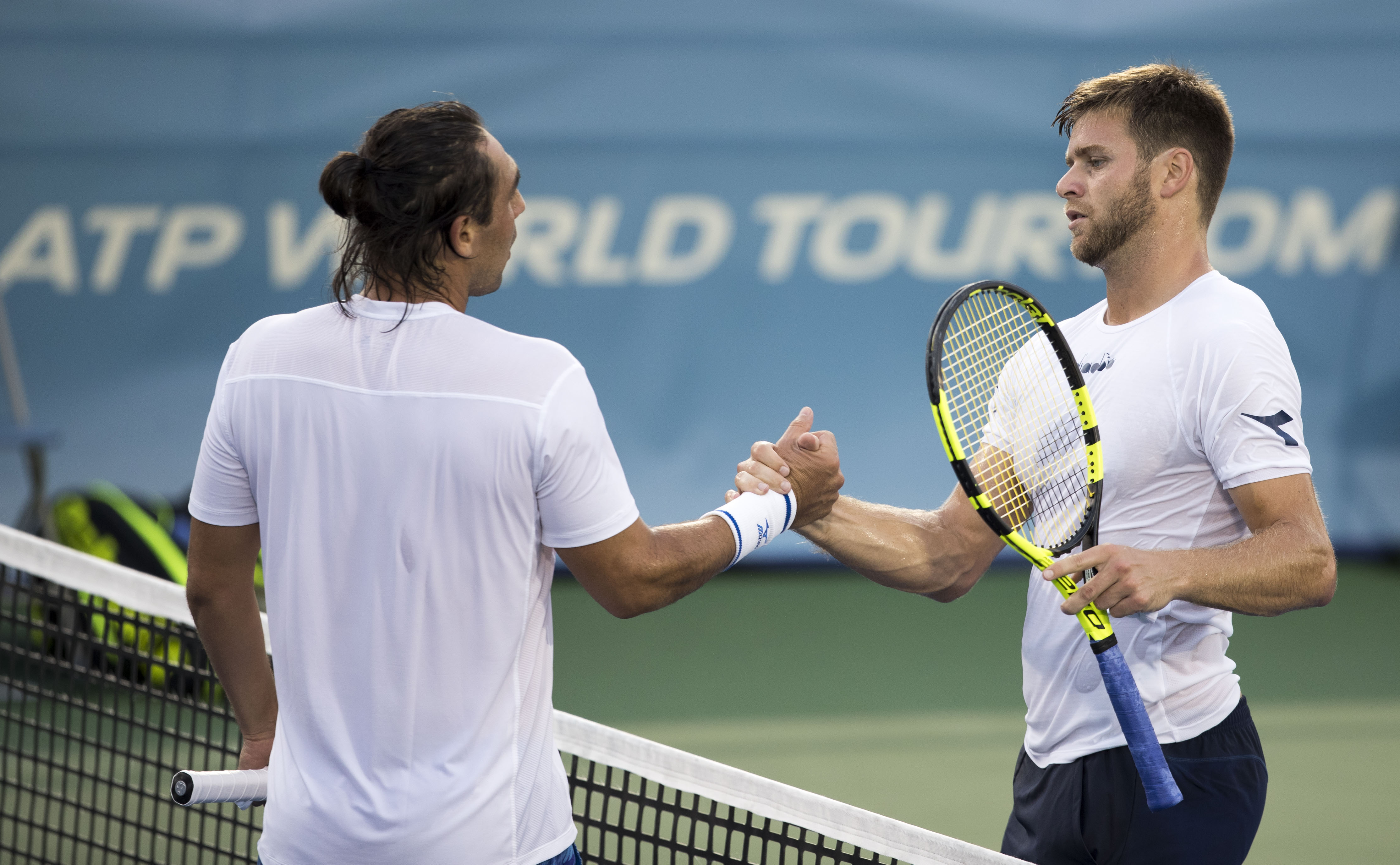
Baghdatis dopo il match vinto contro Harrison a Washington

In preparazione all'Australian Open, partecipa all'Atp 250 di Auckland dove, partendo da testa di serie n.8 elimina all'esordio Adrian Mannarino con un doppio 6-4, al 2º turno batte Dustin Brown con il punteggio di 4-6, 7-6, 6-4, giunge ai quarti dove affronta e sconfigge Jiří Veselý per 6-2, 6-4, approda in semifinale e cede al portoghese João Sousa con il punteggio di 1-6, 5-7. Agli Australian Open 2017 vince la partita d'esordio approfittando del ritiro durante il secondo set di Michail Južnyj, la sua corsa si arresta al 2º turno dove affronta il futuro finalista del torneo Rafael Nadal dove viene sconfitto in tre set veloci. Dopo la trasferta australiana accusa problemi di carattere fisico e il suo ritorno in campo coincide con la parte di stagione a lui non congeniale, cioè sulla terra rossa. Infatti ha una striscia negativa di sei partite perse consecutivamente, si fa rivedere nel 250 di Adalia (erba), dove Baghdatis batte prima Nikoloz Basilašvili per 6-2, 6-1 e dopo Carlos Berlocq per 6-4, 3-6, 7-5, nei quarti batte l'indiano Ramanathan per 6-7, 6-3, 7-6 in semifinale deve cedere a Yūichi Sugita ritirandosi nel corso del terzo set colpito da un colpo di caldo. Raggiunge il secondo turno a Wimbledon perdendo contro Grigor Dimitrov.
Raggiunge il 3º turno sul cemento di Washington battendo prima l'israeliano Leshem e dopo Ryan Harrison, cede al turno successivo a Milos Raonic per 6-7, 3-6. Arriva agli ottavi anche a Winston-Salem battendo Ričardas Berankis con un doppio 7-5 e Jiří Veselý per 6-2, 7-6, prima di cedere a Roberto Bautista Agut in due veloci set. Ritorna in una finale ATP dopo un anno e mezzo e lo fa in China a Chengdu battendo rispettivamente: Vasek Pospisil per 6-7, 7-6, 6-4, Peter Gojowczyk per 5-7, 6-3, 6-2, Lu Yen-hsun per 6-3, 6-2 e Guido Pella per 5-7, 6-4, 6-2. Raggiunge così la 14ª finale nel circuito che di fatto non gioca, perché costretto a ritirarsi dopo appena cinque game, Baghdatis si lascia cadere per terra piangendo facendo segno di non potere continuare la partita, vinse Denis Istomin per ritiro del cipriota che già a Nottingham nel 2015 approfittò del ritiro di Baghdatis in semifinale dopo tre game. Comunque la finale gli permette di rientrare tra i primi 100 al mondo. Gli ultimi tornei dell'anno sono quelli di Stoccolma perso al 2º turno contro Yūichi Sugita in tre set e nel challanger di Bratislava dove si ritira al secondo set in corso contro l'estone Jürgen Zopp. Chiude l'anno fuori dalla top100, non succedeva dal lontano 2004.

### 2018: ottavi a Indian Wells
Comincia l'anno giocando direttamente agli Australian Open dove batte all'esordio Yuki Bhambri con il punteggio di 7-6, 6-4, 6-3 ma cede al 2º turno per mano della trentesima testa di serie Andrej Rublëv dopo tre ore di gioco con il punteggio di 4-6, 7-6, 4-6, 2-6. Al torneo 250 di Sofia giunge ai quarti di finale battendo Salvatore Caruso prima e Adrian Mannarino (tsd n.2) dopo, cede ai quarti per mano del tennista slovacco Jozef Kovalik per 6-7, 4-6. Si ferma al 2º turno al Dubai Tennis Championships per mano di Filip Krajinović in due set. Si rende partecipe di un ottimo torneo in quel di Indian Wells al BNP Paribas Open, dove partendo dalle qualificazioni raggiunge gli ottavi di finale, nel corso del tabellone cadetto batte senza problemi l'australiano Thanasi Kokkinakis per 6-1, 6-3 e il francese Vincent Millot per 6-1, 6-2. Approda così al tabellone principale dove all'esordio batte il nipponico Yoshihito Nishioka per 7-5, 3-6, 7-5, ma l'impresa la compie al secondo turno dove batte la testa di serie numero 14 Diego Schwartzman per 7-5, 6-4, al terzo turno affronta l'israeliano e amico Dudi Sela che riesce a battere con il punteggio di 7–6(5), 6-4.
Raggiunge gli ottavi che però non gioca, dovendosi ritirare prima di scendere in campo contro il canadese Milos Raonic. Questo risultato, comunque, gli permette di rientrare nella top 100, con un balzo di venti posizioni e assestandosi al nº82 del ranking mondiale. Viene subito eliminato al torneo successivo di Miami, per poi partecipare al challanger francese di Saint-Brieuc raggiungendo le semifinali. Conferma la poca duttilità sulla terra rossa uscende a tutti i tornei all'esordio, raggiunge il secondo turno a Wimbledon approfittando del ritiro dell'austriaco Dominic Thiem, mentre il cipriota conduceva 6/4-7/5-2/0, perde successivamente contro Karen Chačanov in cinque set. Chiusa la parentesi sull'erba raggiunge i quarti ad Atlanta, battendo l'australiano Alex Bolt per 6/4-6/1 e Frances Tiafoe per 7/5-6/1, cede ai quarti per mano di Matthew Ebden in due set veloci. In quel di Washington batte Benoît Paire in tre set ma cede al secondo turno a Chung Hyeon. Agli US Open non va oltre il secondo turno, fermato da Lucas Pouille in quattro set. Si presenta allo Chengdu Open, dove difende la finale dell'anno scorso, ma cede al primo turno per mano di Malek Jaziri perdendo così tanti punti e uscendo nuovamente dalla Top100. Conclude l'annata con la sconfitta a Pechino per mano di Marco Cecchinato.

### 2019: l'ultima stagione nel tour
A gennaio non riesce a superare le qualificazioni nel torneo 250 di Doha e nemmeno agli Australian Open. Successivamente nel challenger di Rennes arriva ai quarti dove perde con il francese Antoine Hoang in tre set. A febbraio nell'ATP 250 di Montpellier supera le qualificazioni e, dopo avere sconfitto agli ottavi in una battaglia di oltre due ore e mezza con il punteggio di 7–6(2), 6(3)–7, 6-4 la testa di serie nº1 Lucas Pouille, top-20 e detentore del titolo, si ferma ai quarti di finale perdendo con il moldavo Radu Albot in due set. Riceve una wild card per il 500 di Dubai in cui supera all'esordio un'altra wild card, Mohamed Safwat, prima di essere eliminato da Gaël Monfils. A marzo vola in Asia per prendere parte ad alcuni eventi del circuito challenger.
Nel torneo di Zhuhai si presenta come testa di serie nº2 ma è sconfitto ai quarti dal giocatore di casa Zhang Ze. Al Pingshan Open di Shenzhen vince il suo 11º titolo challenger, cinque anni dopo l'ultimo trionfo a Ginevra nel 2014, battendo in finale Stefano Napolitano per 6-2, 3-6, 6-4. Ad aprile partecipa al torneo di Taipei ma durante il match di primo turno si ritira a causa di un infortunio, mentre a maggio perde all'esordio nel challenger di Seul e a Busan non va oltre gli ottavi. Il 24 giugno annuncia il ritiro: grazie alla wild card ricevuta per il tabellone principale, giocherà a Wimbledon il suo ultimo torneo da professionista. In preparazione all'evento gioca l'esibizione dell'Hurlingham Club in cui sconfigge in due set il finalista di Stoccarda e semifinalista del Queen's Félix Auger-Aliassime.
Al primo turno di Wimbledon supera il lucky loser Brayden Schnur con il punteggio di 6-2, 6-4, 6-4, mentre al secondo turno affronta il numero 20 ATP Matteo Berrettini: è l'ultimo match della sua carriera, durata sedici anni, poiché viene sconfitto per 6-1, 7–6(4), 6-3.

## Coppa Davis
Marcos Baghdatis vanta un record di vittorie consecutive invidiabili in Coppa Davis, striscia che si è interrotta a 36 vittorie consecutive, record assoluto davanti alle 33 di Björn Borg. Chiaramente il record è relativo, complice il bassissimo livello dei compatrioti, che ha impedito a Cipro in tutti questi anni di uscire dalle zone più basse della Coppa Davis, Prima della sconfitta contro il tunisino Moez Echargui nel 2017, Baghdatis non veniva sconfitto in un incontro di singolare addirittura dal 2003. Quindi le vittorie sono avvenute tutte nei confronti di giocatori nettamente inferiori al suo tennis, inoltre su 51 match Baghdatis ne ha vinti 47 e persi appena 4.

## Vita privata
Nel 2012 ha sposato la collega Karolina Šprem. La coppia ha due figlie, Zahara e India.

## Curiosità
- All'Australian Open 2012, dopo avere perso il secondo set in una partita contro Wawrinka, Baghdatis ruppe quattro racchette, tra le quali due non ancora usate.
- Nell'autobiografia Open di Andre Agassi, viene menzionato l'incontro del secondo turno degli US Open disputato proprio tra Baghdatis e il campione americano, alla sua ultima apparizione nel torneo di casa.

## Statistiche

### Finali del Grande Slam (1)

#### Perse (1)
| Anno | Torneo del Grande Slam     | Avversario in finale | Punteggio          |
| 2006 | Australian Open, Melbourne | Roger Federer        | 7-5, 5-7, 0-6, 2-6 |

### Singolare

#### Vittorie (4)
| Legenda                                           |
| Grande Slam (0)                                   |
| ATP World Tour Finals (0)                         |
| ATP Masters 1000 (0)                              |
| ATP World Tour 500 (0)                            |
| ATP International Series - ATP World Tour 250 (4) |

| Numero | Data              | Torneo                         | Superficie  | Avversario in finale | Punteggio        |
| 1.     | 17 settembre 2006 | China Open, Pechino            | Cemento     | Mario Ančić          | 6-4, 6-0         |
| 2.     | 4 febbraio 2007   | PBZ Zagreb Indoors, Zagabria   | Cemento (i) | Ivan Ljubičić        | 7-6(4), 4-6, 6-4 |
| 3.     | 25 ottobre 2009   | Stockholm Open, Stoccolma      | Cemento (i) | Olivier Rochus       | 6-1, 7-5         |
| 4.     | 16 gennaio 2010   | Medibank International, Sydney | Cemento     | Richard Gasquet      | 6-4, 7-6(2)      |

#### Finali perse (10)
| Legenda                                           |
| Grande Slam (1)                                   |
| ATP World Tour Finals (0)                         |
| ATP Masters 1000 (0)                              |
| ATP World Tour 500 (2)                            |
| ATP International Series - ATP World Tour 250 (7) |

| Numero | Data             | Torneo                                | Superficie    | Avversario in finale | Punteggio             |
| 1.     | 30 ottobre 2005  | Swiss Indoors, Basilea                | Sintetico (i) | Fernando González    | 7-6(8), 3-6, 5-7, 4-6 |
| 2.     | 29 gennaio 2006  | Australian Open, Melbourne            | Cemento       | Roger Federer        | 7-5, 5-7, 0-6, 2-6    |
| 3.     | 18 febbraio 2007 | Marseille Open, Marsiglia             | Cemento (i)   | Gilles Simon         | 4-6, 6(3)-7           |
| 4.     | 17 giugno 2007   | Halle Open, Halle                     | Erba          | Tomáš Berdych        | 5-7, 4-6              |
| 5.     | 8 agosto 2010    | Legg Mason Tennis Classic, Washington | Cemento       | David Nalbandian     | 2-6, 6(4)-7           |
| 6.     | 24 ottobre 2010  | Kremlin Cup, Mosca                    | Cemento (i)   | Viktor Troicki       | 6-3, 4-6, 3-6         |
| 7.     | 2 ottobre 2011   | Malaysian Open, Kuala Lumpur          | Cemento (i)   | Janko Tipsarević     | 4-6, 5-7              |
| 8.     | 2 agosto 2015    | Atlanta Open, Atlanta                 | Cemento       | John Isner           | 3-6, 3-6              |
| 9.     | 27 febbraio 2016 | Dubai Tennis Championships, Dubai     | Cemento       | Stan Wawrinka        | 4-6, 6(13)-7          |
| 10.    | 1º ottobre 2017  | Chengdu Open, Chengdu                 | Cemento       | Denis Istomin        | 2-3 ret.              |

### Doppio

#### Vittorie (1)
| Legenda                   |
| Grande Slam (0)           |
| ATP World Tour Finals (0) |
| ATP Masters 1000 (0)      |
| ATP World Tour 500 (0)    |
| ATP World Tour 250 (1)    |

| Numero | Data            | Torneo                       | Superficie | Compagno       | Avversari in finale   | Punteggio |
| 1.     | 5 febbraio 2012 | PBZ Zagreb Indoors, Zagabria | Cemento    | Michail Južnyj | Ivan Dodig Mate Pavić | 6-2, 6-2  |

#### Finali perse (2)
| Legenda                                           |
| Grande Slam (0)                                   |
| ATP World Tour Finals (0)                         |
| ATP Masters 1000 (0)                              |
| ATP World Tour 500 (0)                            |
| ATP International Series - ATP World Tour 250 (2) |

| Numero | Data           | Torneo                      | Superficie  | Compagno     | Avversari in finale                   | Punteggio |
| 1.     | 6 gennaio 2008 | Chennai Open, Chennai       | Cemento     | Marc Gicquel | Sanchai Ratiwatana Sonchat Ratiwatana | 4-6, 5-7  |
| 2.     | 5 maggio 2013  | BMW Open, Monaco di Baviera | Terra rossa | Eric Butorac | Jarkko Nieminen Dmitrij Tursunov      | 1-6, 4-6  |

## Risultati nei tornei del Grande Slam
| Sigla | Risultato               |
| ----- | ----------------------- |
| V     | Vincitore               |
| F     | Finalista               |
| SF    | Semifinalista           |
| O     | Oro olimpico            |
| A     | Argento olimpico        |
| SF    | Bronzo olimpico         |
| QF    | Quarti di Finale        |
| 4T    | Quarto turno            |
| 3T    | Terzo turno             |
| 2T    | Secondo turno           |
| 1T    | Primo turno             |
| RR    | Round Robin             |
| LQ    | Turno di qualificazione |
| A     | Assente                 |
| ND    | Non disputato           |

| Legenda superfici    |
| -------------------- |
| Cemento              |
| Terra battuta        |
| Erba                 |
| Superficie variabile |

### Singolare
| Torneo                     | 2004 | 2005 | 2006 | 2007 | 2008 | 2009 | 2010 | 2011 | 2012 | 2013 | 2014 | 2015 | 2016 | 2017 | 2018 | 2019 | Titoli | V-P   |
| -------------------------- | ---- | ---- | ---- | ---- | ---- | ---- | ---- | ---- | ---- | ---- | ---- | ---- | ---- | ---- | ---- | ---- | ------ | ----- |
| Australian Open, Melbourne | A    | 4T   | F    | 2T   | 3T   | 4T   | 3T   | 3T   | 2T   | 3T   | 1T   | 3T   | 1T   | 2T   | 2T   | Q1   | 0      | 26-14 |
| Open di Francia, Parigi    | A    | 1T   | 2T   | 4T   | 1T   | 1T   | 3T   | 2T   | 2T   | 1T   | A    | 2T   | 2T   | 1T   | 1T   | A    | 0      | 10-13 |
| Wimbledon, Londra          | A    | 1T   | SF   | QF   | 4T   | A    | 1T   | 3T   | 3T   | 1T   | 2T   | 3T   | 1T   | 2T   | 2T   | 2T   | 0      | 22-14 |
| US Open, New York          | 2T   | 1T   | 2T   | 1T   | A    | A    | 1T   | 1T   | 2T   | 3T   | 1T   | 1T   | 4T   | 1T   | 2T   | A    | 0      | 9-13  |

### Doppio
| Torneo                     | 2004 | 2005 | 2006 | 2007 | 2008 | 2009 | 2010 | 2011 | 2012 | 2013 | 2014 | 2015 | 2016 | 2017 | Titolo | V-P |
| -------------------------- | ---- | ---- | ---- | ---- | ---- | ---- | ---- | ---- | ---- | ---- | ---- | ---- | ---- | ---- | ------ | --- |
| Australian Open, Melbourne | A    | A    | 1T   | 1T   | A    | A    | A    | A    | A    | 3T   | A    | 1T   | A    | 2T   | 0      | 4-5 |
| Open di Francia, Parigi    | A    | A    | A    | A    | A    | A    | A    | A    | A    | A    | A    | A    | 1T   | 1T   | 0      | 0-2 |
| Wimbledon, Londra          | A    | A    | A    | 1T   | A    | A    | A    | A    | A    | A    | A    | A    | 1T   | 1T   | 0      | 0-3 |
| US Open, New York          | A    | A    | A    | A    | A    | A    | A    | A    | A    | A    | A    | A    | 2T   | A    | 0      | 1-1 |

### Doppio misto
| Torneo                     | 2004 | 2005 | 2006 | 2007 | 2008 | 2009 | 2010 | 2011 | 2012 | 2013 | 2014 | 2015 | 2016 | 2017 | Titolo | V-P |
| -------------------------- | ---- | ---- | ---- | ---- | ---- | ---- | ---- | ---- | ---- | ---- | ---- | ---- | ---- | ---- | ------ | --- |
| Australian Open, Melbourne | A    | A    | A    | A    | A    | A    | A    | A    | A    | A    | A    | A    | A    | A    | 0      | 0-0 |
| Open di Francia, Parigi    | A    | A    | 1T   | A    | A    | A    | A    | A    | A    | A    | A    | A    | A    | A    | 0      | 0-1 |
| Wimbledon, Londra          | A    | A    | A    | A    | A    | A    | A    | A    | A    | A    | A    | A    | A    | A    | 0      | 0-0 |
| US Open, New York          | A    | A    | A    | A    | A    | A    | A    | A    | A    | A    | A    | A    | A    | A    | 0      | 0-0 |